# 吸附

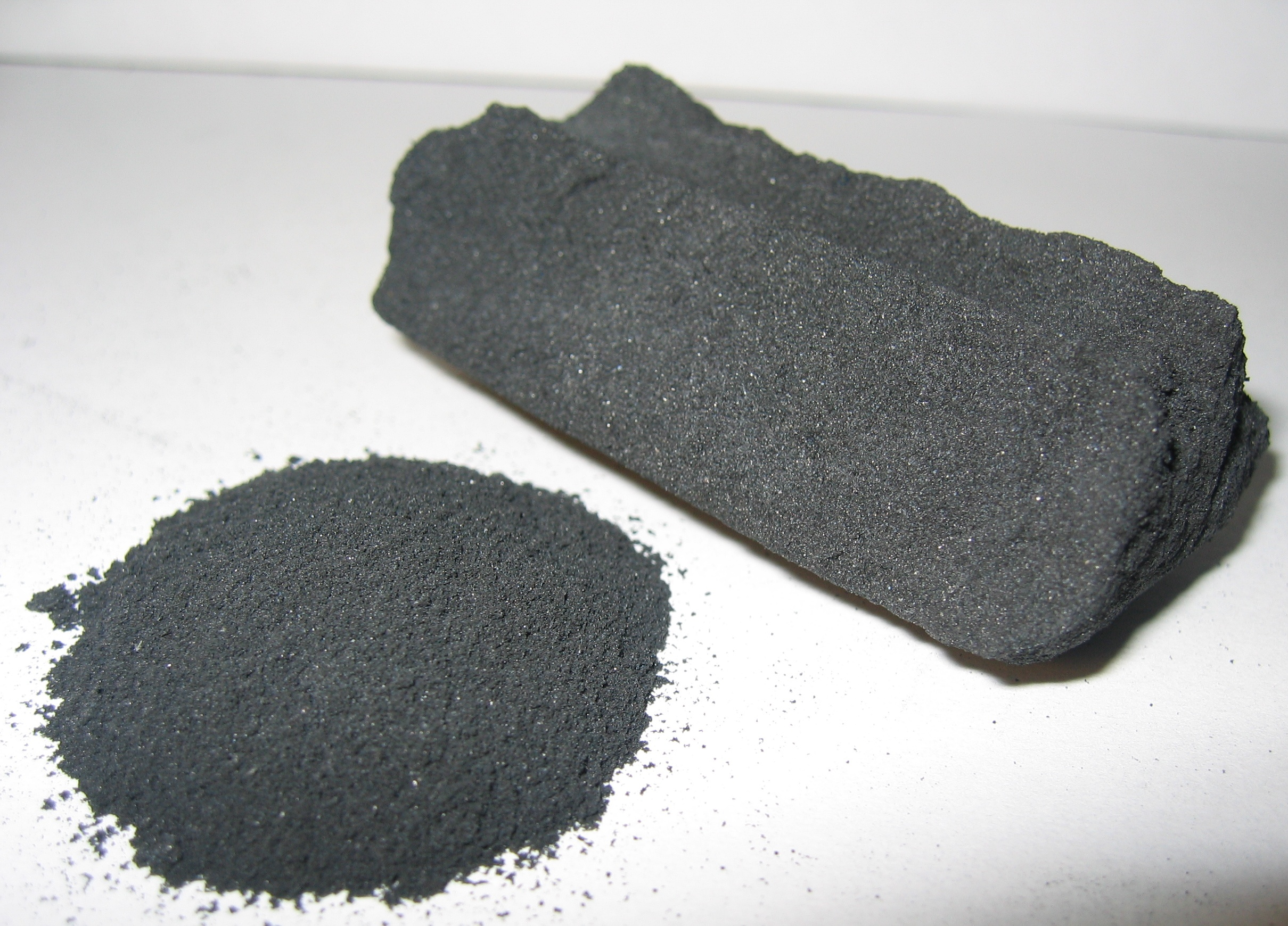
活性炭

吸附是指某种气体，液体或者被溶解的固体的原子，离子或者分子附着在某表面上。这一过程使得表面上产生由吸附物构成的膜。吸附不同于吸收，吸收是指作为吸附物的液体浸入或者溶解于另一液体或固体中的过程。吸附仅限于固体表面，而吸收同时作用于表面和内部。
吸附也属于一种传质过程，物质内部的分子和周围分子有互相吸引的引力，但物质表面的分子，其中相对物质外部的作用力没有充分发挥，所以液体或固体物质的表面可以吸附其他的液体或气体，尤其是表面面积很大的情况下，这种吸附力能产生很大的作用，所以工业上经常利用大面积的物质进行吸附，如活性炭、水膜等。吸附过程有两种情况：
1. 物理吸附，在吸附过程中物质不改变原来的性质，因此吸附能小，被吸附的物质很容易再脱离，如用活性炭吸附气体，只要升高温度，就可以使被吸附的气体逐出活性炭表面。
2. 化学吸附，在吸附过程中不仅有引力，还运用化学键的力，因此吸附能较大，要逐出被吸附的物质需要较高的温度，而且被吸附的物质即使被逐出，也已经产生了化学变化，不再是原来的物质了，一般催化剂都是以这种吸附方式起作用。

还有一种可以进行连续操作的分子筛，物料连续进入填充床，分子筛可以只吸附固定体积的分子，再释放，而将体积过大的分子拦住，石油气和天然气的分离经常采用这种方式。
吸附作用是催化、脱色、脱臭、防毒等工业应用中必不可少的单元操作。